# Лайън (окръг, Невада)
Вижте пояснителната страница за други значения на Лайън.
Окръг Лайън (на английски: Lyon County) е окръг в щата Невада, Съединени американски щати. Площта му е km², а населението – 53 179 души (2016). Административен център е град Йерингтън.